# Rio Preto (São Mateus)
O rio Preto é um curso de água que nasce no estado do Espírito Santo, na cidade de São Mateus, desaguando no rio São Mateus na cidade de Conceição da Barra.
Tem como principal afluente o córrego da Areia, que desagua em seu curso nas proximidades da comunidade do Divino Espírito Santo. Além disso, possui balneabilidade no trecho que cruza a Rodovia Othovarino Duarte Santos.